# 10 травня
10 травня — 130-й день року (131-й у високосні роки) в григоріанському календарі. До кінця року залишається 235 днів.

## Свята і пам'ятні дні

### Міжнародні
- День вітряка.

### Національні
- Киргизстан: День банківського працівника (10 травня 1993 запроваджено національну валюту)
- Таїланд: Королівська оранка, початок сезону вирощування рису. День хлібороба.
- Румунія: День Короля або День Монархії (1866—1947 і з 2015), звільнення Румунії з-під османської влади
- Гватемала,  Мексика: День Матері.
- Мікронезія: День Конституції та День проголошення держави.
- Мальдіви: День захисту дітей.
- Німеччина: День книги.
- Франція: День скасування рабства.

### Релігійні

#### Християнство
Католицька церква: День Святого Іоанна Авільський, Учителя Християнської Церкви.

 Православна церква:
- Апостола Симона Зилота.
- Святителя Симеона, єпископа Володимирського і Суздальського, в Києві, у Ближніх печерах.
- Мучеників Алфія, Філадельфа, Кипріана, Онисима, Еразма та інших.
- Мученика Ісихія Антіохійського.
- Преподонбної Ісидори, юродивої.
- Блаженної Таїсії.

#### Даосизм
- Тайвань: День Мацзу.

### Іменини
✙ Православні: Симеон, Таїсія 

✝  Католицькі:

## Події
- 1881 — Румунію проголошено королівством.
- 1925 — у Києві урочисто відкрито міст імені Євгенії Бош, побудований за проєктом Євгена Патона.
- 1940 — Вінстон Черчилль став прем'єр-міністром Великої Британії; Німеччина вторглася до Франції, Бельгії, Люксембургу та Нідерландів; Велика Британія вторглася до Ісландії
- 1975 — американський атлет Браян Олдфілд першим в історії штовхнув ядро далі 21 метра (його рекорд був побитий тільки через 12 років).
- 1993 — у Киргизстані запроваджено національну валюту (сом).
- 1993 — на вершині Евереста одночасно зібралися 40 чоловік з дев'яти експедицій — рекордна кількість людей на цій горі.
- 1995 — У Таджикистані запроваджено таджицький рубль, який у жовтні 2000 року замінено на сомоні.
- 1997 — у селі Семашки в Чечні викрадена знімальна група телекомпанії НТВ на чолі з журналісткою Оленою Масюк.
- 2006 — землетрус силою 4,7 бали за шкалою Ріхтера відбувся в Греції. Його епіцентр знаходився за 40 км на південний схід від портового міста Салоніки на півночі країни.
- 2017 — випуск культового коміксу про походження Бетмена, «Бетмен: Рік перший», українською.

## Народились
Дивись також Категорія:Народились 10 травня
- 1760 — Клод Жозеф Руже де Ліль, французький військовий інженер, композитор.
- 1788 — Огюстен Жан Френель, французький фізик.
- 1891 — Махмуд Мухтар, єгипетський скульптор, вважається «батьком» модерної єгипетської скульптури.
- 1916 — Алла Лисянська, українська художниця.
- 1936 — Ел Сміт, американський блюзовий співак.
- 1938 — Марина Владі, французька акторка.
- 1939 — Максим Шостакович, радянський, німецький та американський композитор і диригент.
- 1961 — Іван Малкович, український поет і видавець, власник і директор видавництва А-ба-ба-га-ла-ма-га.
- 1977 — Нік Гайдфельд, німецький автогонщик.
- 1980 — Олександр Мацієвський, солдат Збройних Сил України, учасник російсько-української війни, Герой України.
- 1986 — Віктор Андрущенко, білоруський хокеїст.
- 2020 — Принц Карл Люксембурзький, єдина дитина спадкоємного великого герцога Гійома.

## Померли
Дивись також Категорія:Померли 10 травня
- 1727 — Мартелло П'єр Якопо, італійський драматург і поет, який підготував ґрунт для італійського Просвітництва.
- 1849 — Кацусіка Хокусай, японський художник, ілюстратор, гравер.
- 1917 — Іван Алчевський, український співак (ліричний тенор), громадський діяч; син Олексія Кириловича і Христини Данилівни Алчевських.
- 1964 — Михайло Ларіонов, живописець, графік, художник театру, теоретик мистецтва, один з основоположників авангарду.
- 1977 — Джоан Кроуфорд, американська акторка німого й звукового кіно, танцюристка, лауреат премій «Оскар» і «Золотий глобус».
- 1979 — Антун Августинчич, хорватський скульптор.
- 2002 — Ів Робер, французький кінорежисер, актор та сценарист.
- 2010 — Платон Костюк, український фізіолог, нейрофізіолог, біофізик, Академік НАН України, АМН України.
- 2013 — Михайло Василюк, український хірург, професор.
- 2022 — Леонід Кравчук, перший Президент України.